# Свиридюк, Георгий Анатольевич
Гео́ргий Анато́льевич Свиридю́к (род. 13 января 1952, Прокопьевск, Кемеровская обл.) — российский математик, автор работ в области неклассических уравнений математической физики и математического моделирования, доктор физико-математических наук, профессор.

## Биография
Окончил математический факультет Кемеровского государственного университета (1977).
В 1977—1983 гг. работал в Ленинградском государственном университете им. А. А. Жданова.
В 1983—1986 гг. обучался в аспирантуре в Ленинградском государственном институте им. А. И. Герцена.
В 1987—2006 гг. работал в Челябинском государственном университете.
С 2005 г. по настоящее время работает в Южно-Уральском государственном университете. С 2006 по 2021 гг. — заведующий кафедрой уравнений математической физики.
Диссертация на соискание ученой степени кандидата физико-математических наук на тему «Некоторые математические задачи фильтрации и движения жидкостей» по специальности 01.01.02 — дифференциальные уравнения и математическая физика защищена в специализированном совете Воронежского государственного университета им. Ленинского комсомола 7 апреля 1987 г. Научный руководитель — кандидат физ.-мат. наук, доцент А. И. Поволоцкий. Ученое звание доцента по кафедре математического анализа присвоено 23 июня 1992 г.
Диссертация на соискание ученой степени доктора физико-математических наук на тему «Исследование полулинейных уравнений типа Соболева в банаховых пространствах» защищена в специализированном совете Института математики и механики УрО РАН 16 июня 1993 г. Ученое звание профессора по кафедре математического анализа присвоено 26 июля 1995 г.

## Научная деятельность
Заложена и развита концепция метода морфологии фазовых пространств линейных и полулинейных уравнений соболевского типа, рассматриваемых на множествах различной геометрической структуры, в том числе на геометрических графах и римановых многообразиях, в банаховых и квазибанаховых пространствах.
Разработана теория относительно p-ограниченных, p-секториальных и p-радиальных операторов, а также теория вырожденных аналитических групп и полугрупп операторов для детерминированных и стохастических уравнений соболевского типа, в том числе с позитивными решениями, и их приложений.
Заложены основы теории оптимального управления для уравнений соболевского типа, которая была развита его учениками для полулинейных уравнений соболевского типа, а также нашла применение для исследования систем леонтьевского типа в технике и экономике, что в свою очередь послужило появлению нового направления исследований в области динамических оптимальных измерений. Кроме того, заложены основы теорий уравнений соболевского типа высокого порядка и многоточечных начально-конечных условий, развитых учениками.
Под руководством Г. А. Свиридюка защищено 19 диссертаций на соискание кандидата физико-математических наук, 6 диссертаций на соискание доктора физико-математических наук.
Опубликовано более 200 научных трудов, цитирований: 3165 (РИНЦ), индекс Хирша: 27 (РИНЦ), 12 (Scopus). Автор оригинальных курсов по математическому анализу, истории и методологии математики, современных моделей естествознания и спецкурса по уравнениям соболевского типа.

## Общественная деятельность
Главный редактор журнала «Вестник Южно-Уральского государственного университета. Серия: Математическое моделирование и программирование», индексируемого в Scopus (Q2), в Web of Science Core Collection, входящего в перечень ВАК.
Главный редактор журнала «Journal of Computational and Engineering Mathematics», индексируемого в MathSciNet, Zentralblatt Math, входящего в перечень ВАК.
Референт Zentralblatt MATH и Mathematical Reviews.

## Избранные научные труды и учебные пособия
1. Sviridyuk G. A., Fedorov V. E. Linear Sobolev type equations and degenerate semigroups of operators. Utrecht, Boston, 2003.
2. Sviridyuk G. A. On the general theory of operator semigroups // Russian Mathematical Surveys. 1994. Т. 49. № 4. С. 45-74.
3. Свиридюк Г.  А. Линейные уравнения типа соболева и сильно непрерывные полугруппы разрешающих операторов с ядрами // Доклады Академии наук. 1994. Т. 337. № 5. С. 581.
4. Свиридюк Г. А., Ефремов А. А. Оптимальное управление линейными уравнениями типа Соболева с относительно p-секториальными операторами // Дифференциальные уравнения. 1995. Т. 31. № 11. С. 1912.
5. Шафранов Д. Е., Китаева О. Г., Свиридюк Г. А. Стохастические уравнения соболевского типа с относительно p-радиальными операторами в пространствах дифференциальных форм // Дифференциальные уравнения. 2021. Т. 57. № 4. С. 526—535.
6. Shestakov A. L., Keller A. V., Zamyshlyaeva A. A., Manakova N. A., Zagrebina S. A., Sviridyuk G. A. The optimal measurements theory as a new paradigm in the metrology // Journal of Computational and Engineering Mathematics. 2020. Т. 7. № 1. С. 3-23.
7. Свиридюк Г. А., Манакова Н. А. Математические модели естествознания: учеб. пособие для вузов. Челябинск: Издательский Центр ЮУрГУ, 2020.
8. Banasiak J., Manakova N. A., Sviridyuk G. A. Positive Solutions to Sobolev Type Equations with Relatively p-Sectorial Operators // Bulletin of the South Ural State University. Series: Mathematical Modelling, Programming and Computer Software. 2020. Т. 13. № 2. P. 17-32.

## Награды и премии
- Соросовский доцент (1996 г.)
- Соросовский профессор (1997, 1998, 1999 гг.)
- Почетный работник высшего профессионального образования РФ (2007 г.).
- «Заслуженный работник высшей школы Российской Федерации» (28 февраля 2023) - за заслуги в научно-педагогической деятельности, подготовке квалифицированных специалистов и многолетнюю добросовестную работу[3]